# グアダラハラ・カルテル
グアダラハラ・カルテル（スペイン語: Cártel de Guadalajara）は、1970年後半にミゲル・アンヘル・フェリクス・ガジャルド、ラファエル・カロ・キンテロ、エルネスト・フォンセカ・カリージョによってコカインとマリファナを米国に輸出するために結成されたメキシコの麻薬カルテル。